# Паламарчук Анатолій Семенович
Паламарчук Анатолій Семенович (біл. Анатоль Сямёнавіч Паламарчук; 25 травня 1920, с. Верхівка, Барський район, Вінницька область — 23 червня 1979) — український та білоруський вчений у галузі ботаніки. Доктор біологічних наук (1965), професор (1966).
Закінчив Московську сільськогосподарську академію у 1942 році. З 1969 року завідувач кафедри Гомельського державного університету імені Франциска Скорини.

## Наукова діяльність
Автор наукових праць з морфорлогії, генези та террагенези, біології та екологічної радіобіології коренеплодів, фізіології росту рослин, насінництва і селекції сільськогосподарських культур. 
Керував складанням гербарію Полісся, що налічує 35 тисяч аркушів.
Разом з кандидаткою сільськогосподарських наук, доценткою Галиною Леонідівною Паламарчук розробив проєкт ботанічного саду, який було втілено в травні 1963 року у вигляді Подільського ботанічного саду 

## Праці
- Генезис, тератология, радиация и условия формирования корнеплода : Автореферат дис. на соискание ученой степени доктора биологических наук / Всесоюз. акад. с.-х. наук им. В. И. Ленина. Всесоюз. науч.-исслед. ин-т растениеводства. — Ленинград : [б. и.], 1964. — 59, 9 л. ил.
- Заповедник на Припяти. Мн., 1976 (у співавторстві);
- Гербарий Белорусского Полесья кафедры ботаники Гомельского университета (разом з Г. Л. Паламарчук) // Ботанич. журн. 1978, Т. 63, № 7

## Виноски
1. ↑  Подільський ботанічний сад[недоступне посилання]